# Jean Mouchel
Pour les articles homonymes, voir Mouchel.

Jean Mouchel, né le 22 mai 1928 à Bricquebosq (Manche) et mort le 7 mars 2022 à Villers-Bocage (Calvados), est un responsable agricole, homme politique, et un auteur normand de romans français.

## Biographie
Il passe son enfance à Lieusaint à la ferme du manoir de Hautpitois et devient exploitant agricole à Folligny. Il s'installe ensuite sur une autre exploitation agricole à Noyers-Bocage (Calvados).
Il a une activité syndicale. Il est d'abord responsable à la Jeunesse agricole catholique (JAC). Il devient président de la Fédération régionale des syndicats d'exploitants agricoles, puis administrateur et vice-président de la Fédération nationale des syndicats d'exploitants agricoles (FNSEA).
Il mène parallèlement un parcours au sein des représentations consulaires de l'agriculture. Il est président de la Chambre d'agriculture du Calvados, puis président de la Chambre régionale d'agriculture de Normandie et, enfin, vice-président de l'Assemblée permanente des chambres d'agriculture.
Ces deux volets de son activité représentative le mènent à présider le Comité économique et social de Basse-Normandie.
Il enchaîne une activité politique. En 1982, il est élu à l'Assemblée des communautés européennes. Il est réélu en 1984.
Il est élu conseiller régional de Basse-Normandie, dont il devient vice-président en 1986.
Il apparaît affilié à la Société des auteurs de Normandie.
Jean Mouchel s'éteint le 7 mars 2022 à l'âge de 93 ans.

## Ouvrages
- Le Champ de la bien-aimée, éd. Salvator, 1998  (ISBN 2-7067-0174-9) Saga paysanne à travers plusieurs générations de Normands.
- Les Cahiers de guerre de Jeanne Métadier, Salvator, 2002  (ISBN 2706703245) Roman de mœurs se déroulant en Normandie rurale pendant la Seconde Guerre mondiale.
- La Robe bleue d'Hélène, éd. À vue d'œil, 2002  (ISBN 2-84666-175-8) Roman de mœurs sur la vie rurale dans la région de Valognes.
- Le Fils d'Hélène, 2005  (ISBN 2-84666-302-5) Suite de La Robe bleue d'Hélène.
- Soir maudit à la ferme d'Arry, éd. Charles Corlet, 2009
- Normands depuis toujours, éd. Charles Corlet, 2012
- La Bonne Fortune de Sébastien, 2013  (ISBN 978-2-8129-0728-9)
- Paysan engagé, éd. Terres d'antan, 2016

.